# Las Monedas
Las Monedas – jaskinia znajdująca się w południowo-zachodnim zboczu góry Monte Castillo koło Puente Viesgo w hiszpańskiej Kantabrii. Stanowisko archeologiczne.
Wejście do jaskini odkryte zostało przypadkowo w kwietniu 1952 roku, w trakcie oczyszczania terenu przed planowanym zasadzeniem gaju eukaliptusowego. Z powodu odnalezionych w jaskini kości niedźwiedzi początkowo nazwano ją Jaskinią Niedźwiedzi (Cueva de Los Osos). Kiedy w trakcie dalszej eksploracji stanowiska znaleziono XVI-wieczną kryjówkę z monetami z czasów panowania Królów Katolickich, jej nazwę zmieniono na Jaskinia Monet (Cueva de Las Monedas).
W mierzącej 800 m długości jaskini znajdują się liczne nacieki jaskiniowe (stalaktyty, stalagmity, stalagnaty). W górnych warstwach odnalezione zostały nieliczne artefakty pochodzące z epoki brązu: brązowe szydła, kamienne topory i fragmenty ceramiki. Poniżej nich znajdowały się kamienne wyroby górnopaleolityczne. Kilka metrów od wejścia znajduje się niewielki fragment ściany z wykonanymi czarną farbą wizerunkami zwierząt oraz znakami abstrakcyjnymi w postaci kropek i linii. Wśród przedstawionych zwierząt znajdują się konie, żubry, renifer, koziorożce i niedźwiedź jaskiniowy. Malowidła te pochodzą z końca ostatniego zlodowacenia, datowane są na ok. 12 tys. lat p.n.e.